# Церква святого апостола Івана Богослова (Жуків)
Церква святого апостола Івана Богослова в Жукові — парафія і храм греко-католицької громади Бережанського деканату Тернопільсько-Зборівської архієпархії Української греко-католицької церкви в селі Жуків Тернопільського району Тернопільської области.
Дерев'яна церква оголошена пам'яткою архітектури місцевого значення.

## Історія церкви

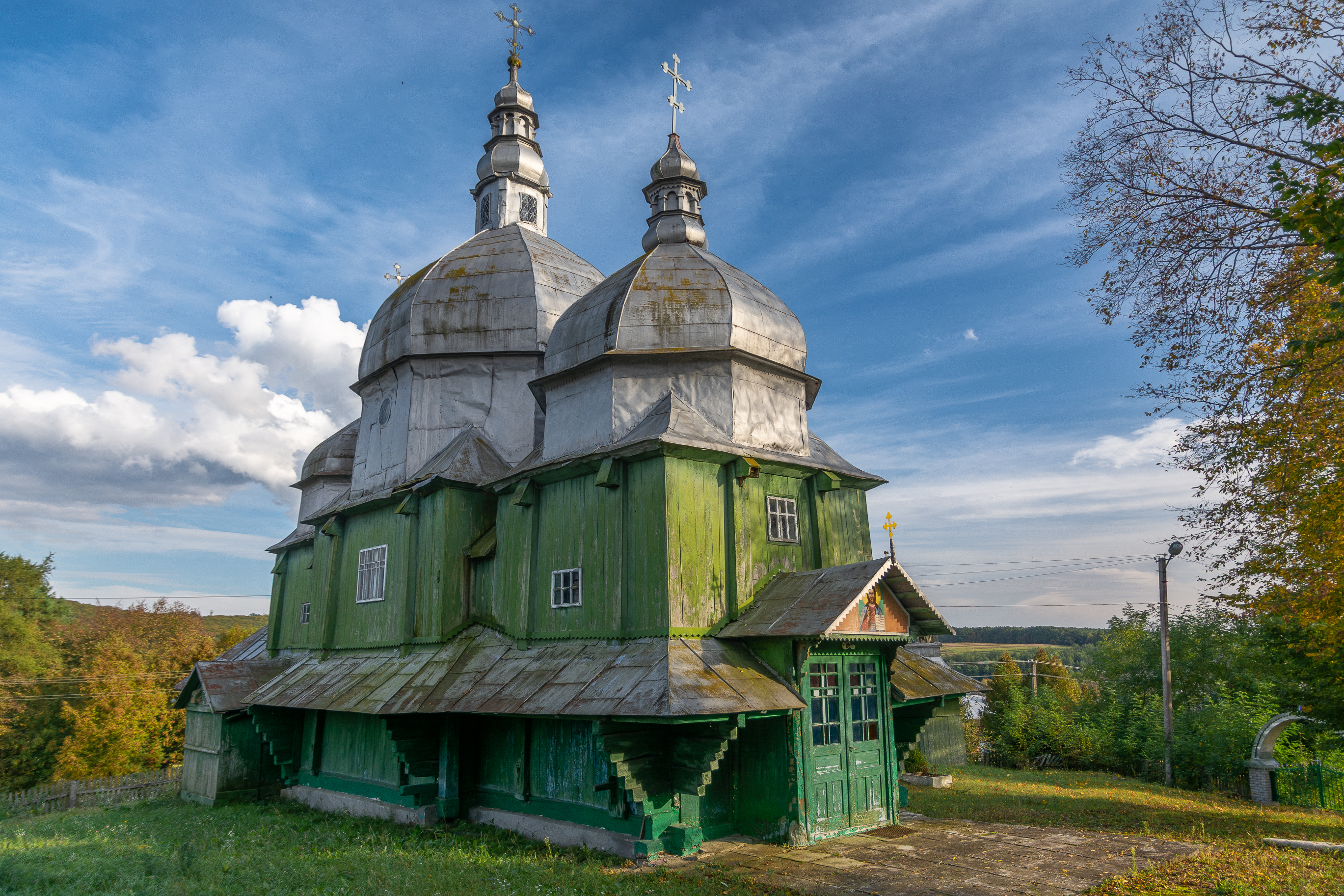
Дерев'яна церква святого апостола Івана Богослова

Перша згадка про парафію датується 1709 роком. Вважається, що з того часу вона була греко-католицькою аж до 1946 року. У 1990 році парафія знову повернулася в лоно УГКЦ.
Новий храм був збудований у 2001 році за проєктом архітектора Ф. Пастушенка. Особливу цінність представляють іконостас і розписи, створені відомим художником Олегом Шупляком. Освячення храму відбулося 9 жовтня 2001 року за участі єпископа Михаїла Сабриги.
До побудови нового храму богослужіння проводились у старій церкві, що діяла з 1832 по 2001 рік.
Ієромонах Петро Савицький відмовився приєднувати парафію до московського православ'я, через що був змушений піти у підпілля, де таємно проводив служби для вірян із сіл Гиновичі, Шумляни та Жуків.
У 2012 році парафію відвідав митрополит Тернопільсько-Зборівський Василій Семенюк.
При парафії діють кілька спільнот:
- братство Матері Божої Неустанної Помочі (з 2007)
- «Українська молодь — Христові» (з 2003)
- Марійська дружина (з 2007)

З 2006 року тут також проводяться місії отців Редемптористів. На території парафії встановлено фігури Матері Божої та пам'ятні хрести.

## Парохи
- о. Степан Лежогубський (1832—1840),
- о. Степан Лужницький (1840),
- о. Йосип Лужницький (1891),
- о. Омельян Король (1891—1892),
- о. Сильвестр Лепкий (1892—1901),
- о. Юліан Барановський (1901—1902),
- о. Олександр Чубатий (1902—1915),
- о. Іван Завіруха (1915—1929),
- о. Микола П'ясецький (1929—1941),
- о. Зиновій Бачинський (1941—1944),
- о. Петро Савицький (1944—1946),
- о. Петро Половко (1990—1994),
- о. Григорій Федчишин (1994—1996),
- о. Ігор Сорокоум (з 1996).